# دریاچه کوریله
دریاچه کوریله (انگلیسی: Kurile Lake) یک دریاچه آتشفشانی در سرزمین کامچاتکای کشور روسیه است.